# Алмалы (станция метро)
«Алмалы» (каз. Алмалы / Almaly) — станция 1-й линии Алма-Атинского метрополитена, расположенная между станциями «Жибек Жолы» и «Абая».
Станция построена под проспектом Назарбаева между улицами Богенбай батыра и Кабанбай батыра.

## История

### Строительство
Проектированием первой линии Алма-Атинского метрополитена занимался московский институт Метрогипротранс.
С 1 января 1989 года строительство метрополитена в Алма-Ате было поручено СУС «Бамтоннельстрой».
В 1989 году в СКТБ «Бамтоннельстрой» на базе японского экскаватора «Като» был сконструирован проходческий комплекс, который начал проходку наклонного хода к станции «Алмалы». Однако с распадом СССР, приведшим к разрыву хозяйственных и экономических связей, в 1990-х годах строительство метрополитена было заторможено.
В августе 2004 года была произведена сбойка левого перегонного тоннеля со стороны станции Жибек Жолы, а через месяц — сбойка правого перегонного тоннеля со стороны станции Жибек Жолы.
В ноябре 2005 года строящийся объект посетил президент Республики Казахстан Нурсултан Назарбаев.
В январе 2006 года в сторону станции Абая был запущен тоннелепроходческий комплекс «Херенкнехт».
В июле того же года была произведена сбойка левого перегонного тоннеля с конвейерной камерой на станции «Алмалы» и начато сооружение методом NATM правого станционного тоннеля. В 2007 году тем же методом началось сооружение левого и среднего станционных тоннелей.
В июне 2007 года было завершено сооружение правого станционного тоннеля в основной обделке, в августе — левого, а в начале 2008 года — среднего станционного тоннеля.
Раскрытием станции занимался субподрядчик — сербская компания «Энергопроект Нискоградня».
В апреле 2008 года станция была готова на 95 %.
В мае того же года началось строительство венткиосков.
В апреле 2010 года были сооружены конструкции основной обделки левого, правого и среднего станционных тоннелей, совмещённой тягово-понизительной подстанции, блока технологических помещений, эскалаторного тоннеля. Возведены внутренние конструкции эскалаторного тоннеля. Велись работы по укладке рельсов. В завершающую фазу перешли архитектурно-отделочные работы на платформенной части.

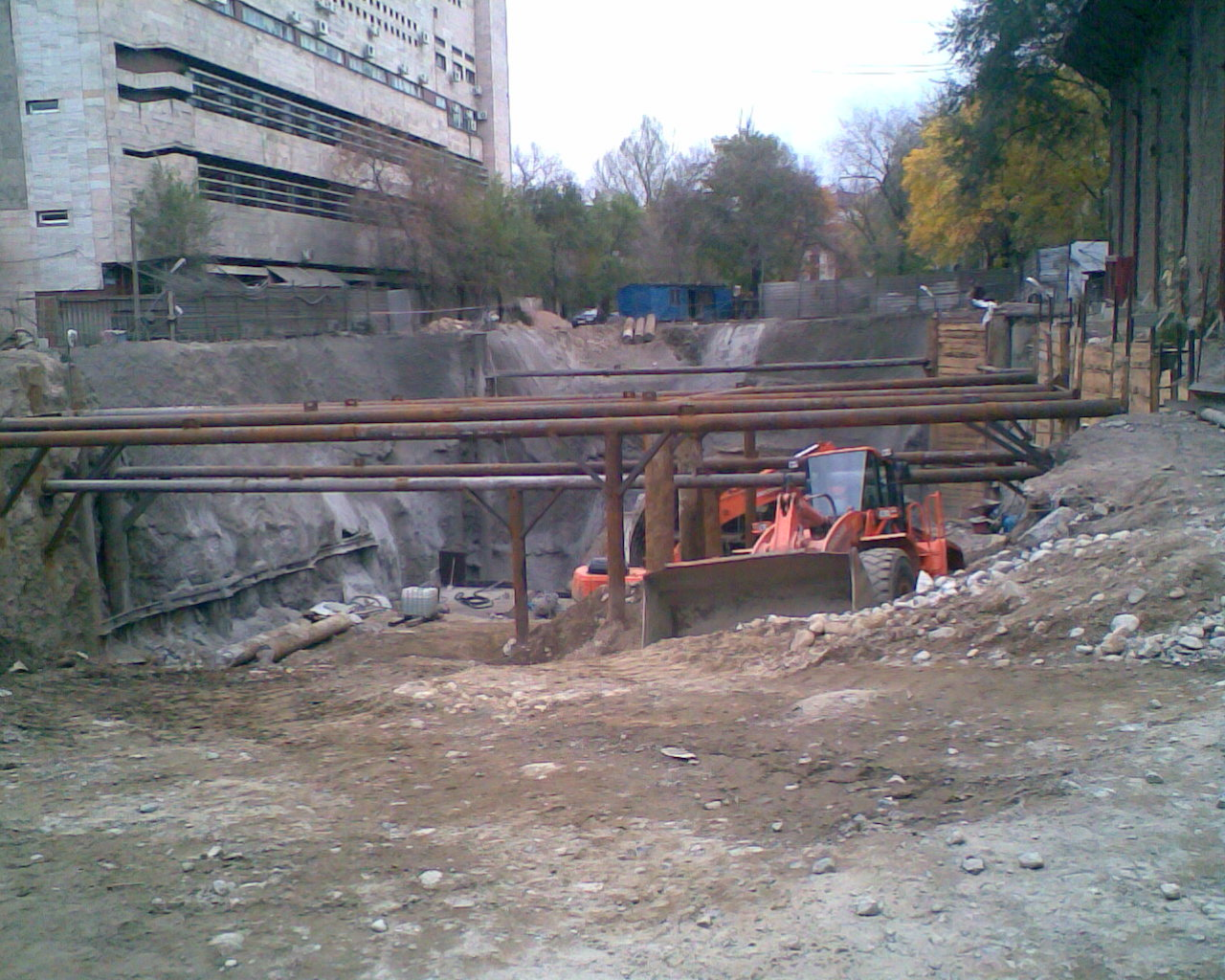
Строительство входа на станцию «Алмалы» (вид со стороны ул. Панфилова) (октябрь 2008)
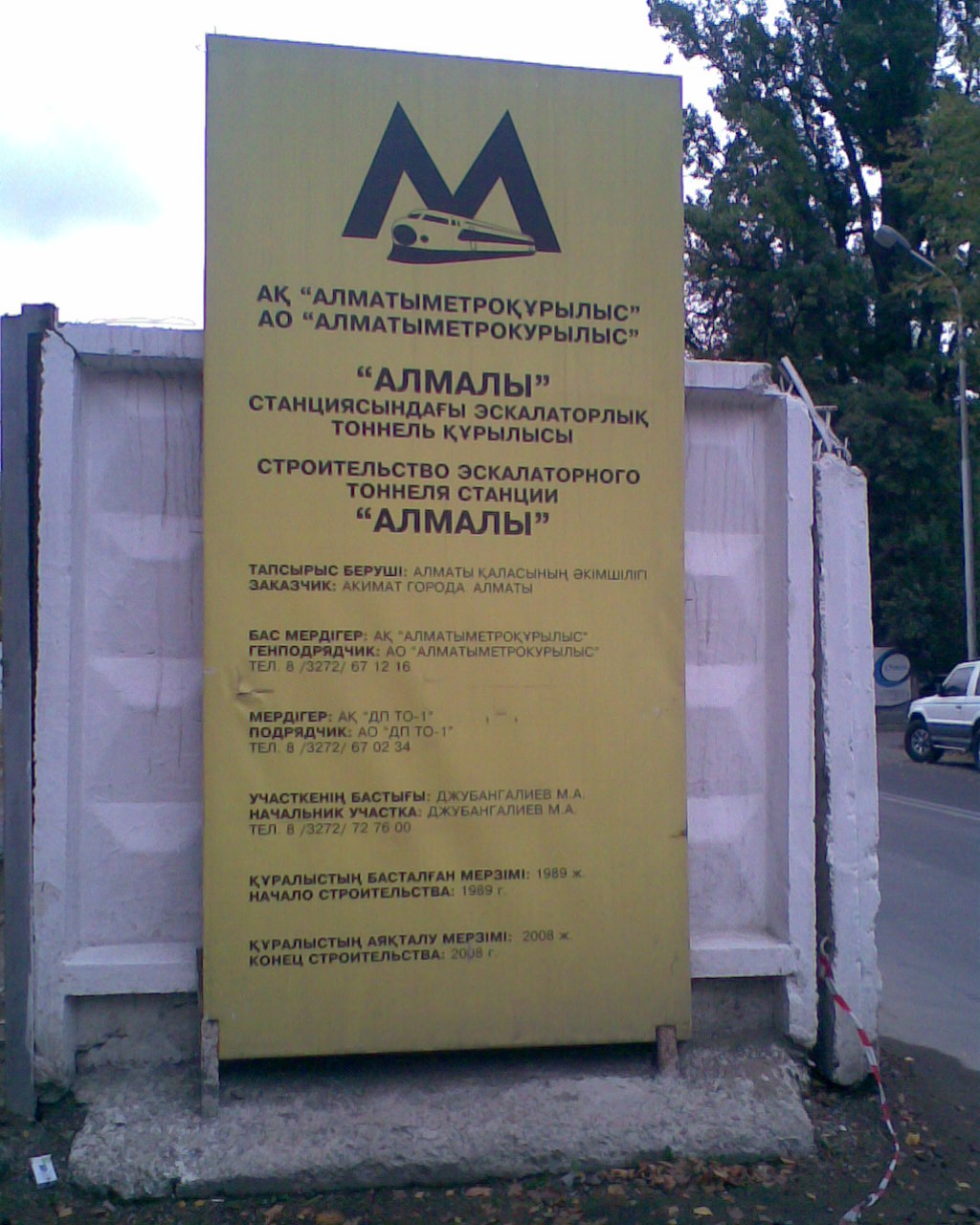
Информационный стенд у строящегося входа на станцию «Алмалы» (вид со стороны ул. Панфилова) (октябрь 2008)

### Открытие
Открытие станции состоялось 1 декабря 2011 года в составе первого пускового участка Алма-Атинского метрополитена «Райымбек батыра» — «Алатау».

## Вестибюли и пересадки
Входы-выходы в подземный вестибюль расположены на восточной стороне перекрёстка улицы Панфилова с улицей Карасай батыра в Алмалинском районе.

## Техническая характеристика
Пилонная трехсводчатая станция глубокого заложения (глубина — 30 м) с междупутьем 25 м. Состоит из трёх залов — центрального и двух боковых, которые образуют общую островную платформу шириной 19,8 м, длиной 104 м. Спуск-подъем на станцию по эскалаторам (4 ленты) высотой подъёма 29,0 м, длиной 58,0 м.

## Архитектура и оформление

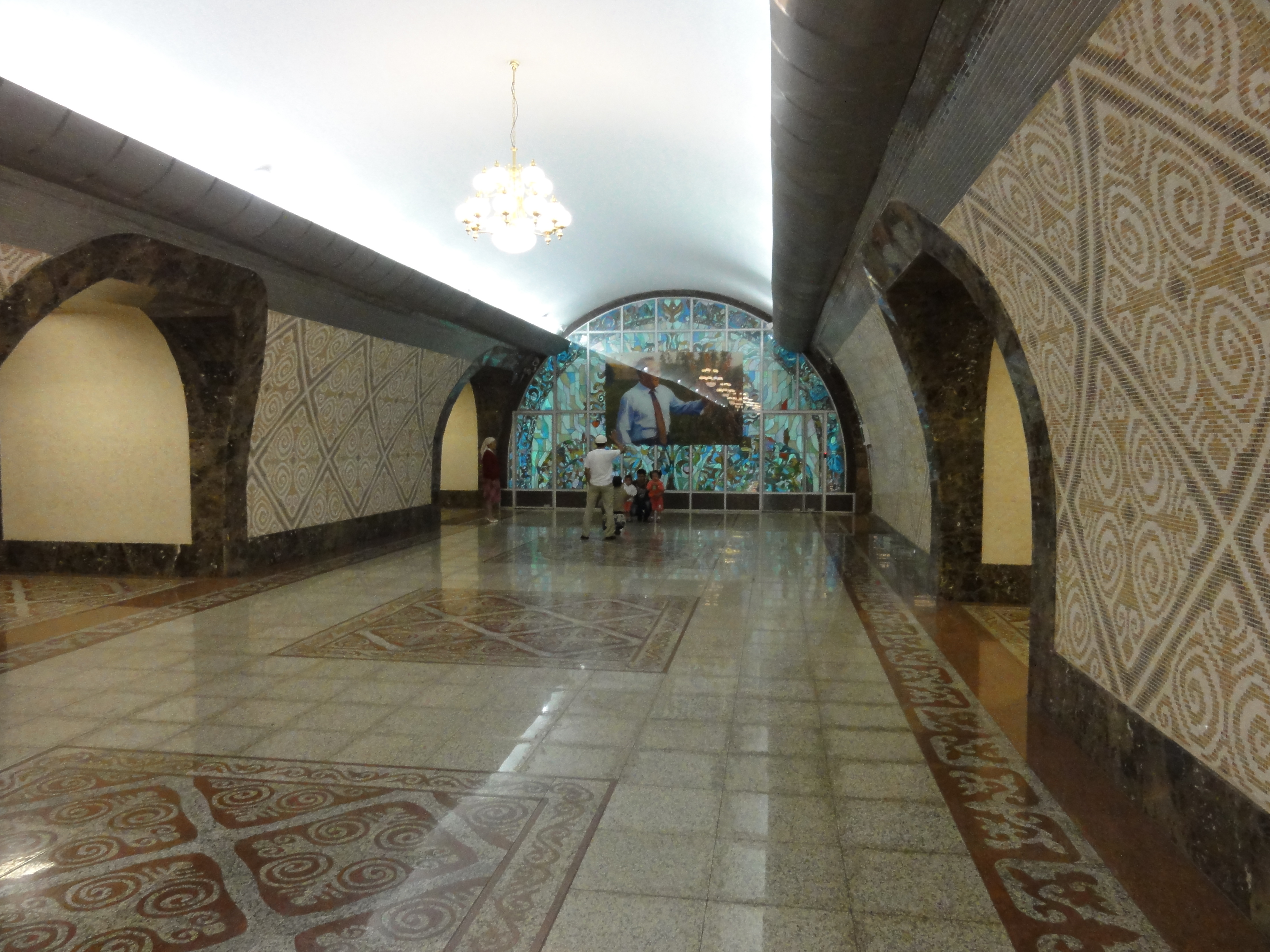
Панно в торце станции

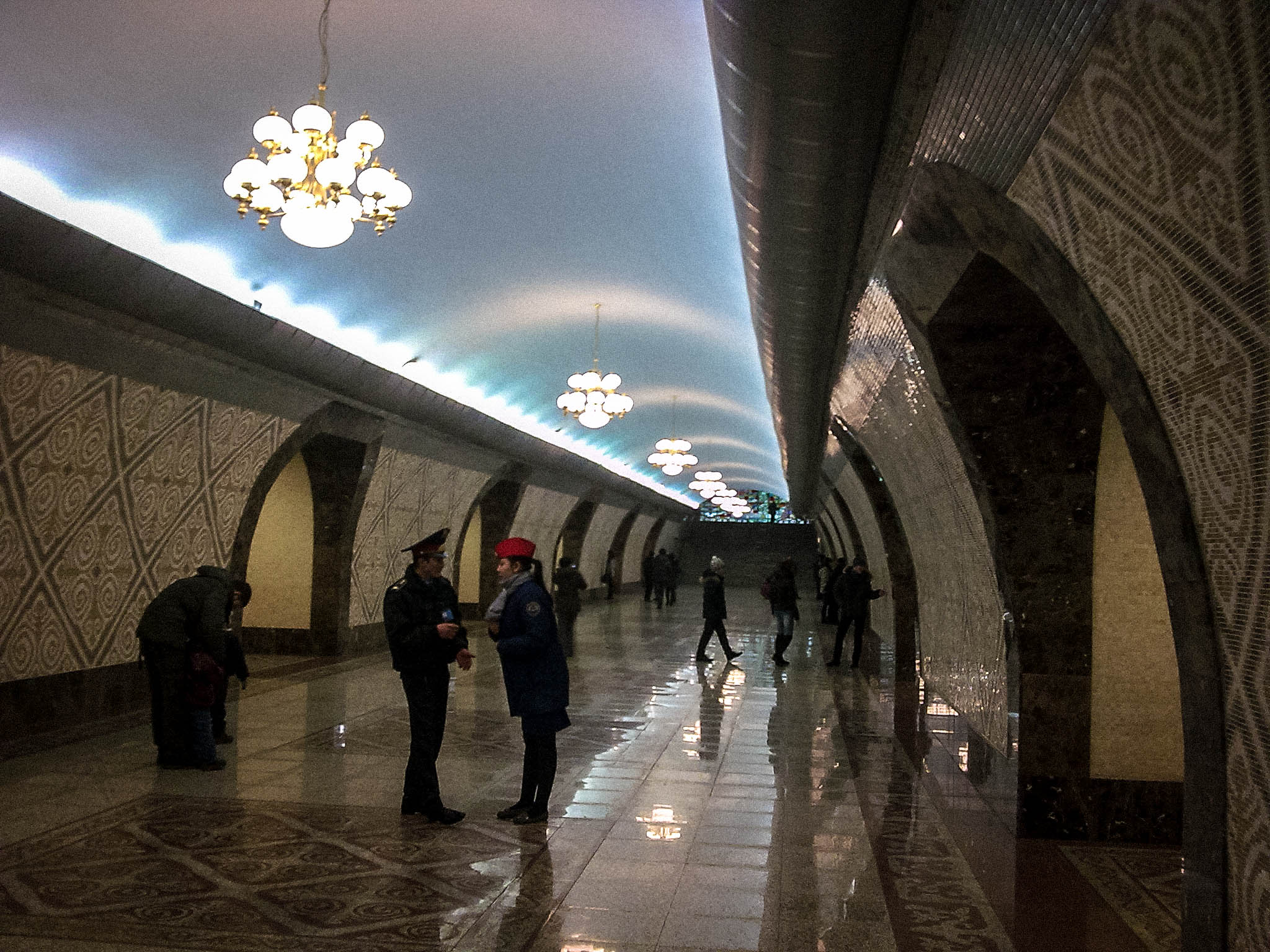
Центральный зал

Стены станции облицованы мраморной мозаикой, рисунок которой образует национальный орнамент. Источниками освещения являются декоративные люстры и светильники, расположенные над карнизами из нержавеющей стали. Арки проходов и плинтусы — мрамор коричневого цвета. Полы выложены гранитными плитками.
В торце платформы расположено художественно-тематическое витражное панно с искусственной подсветкой. В панно заложена идея древнего города и цветущего сада. Композиция состоит из трёх частей: правая часть — цветение сада с очертаниями древнего города Алмалы. Левая часть — созревание плодов с силуэтом каравана. Центральная часть — яблоня с плодами, как символ плодородия, древа жизни и благоденствия.

## Ближайшие объекты
- Театр оперы и балета имени Абая
- Гостиница «Алма-Ата»
- Управление «Казахстан Темир Жолы»
- Площадь Астаны
- Казахская национальная академия искусств имени Т. К. Жургенова
- Главпочтамт
- магазин «Столичный»